# ウマ形亜目
ウマ形亜目（うまけいあもく、Hippomorpha）は、哺乳綱奇蹄目に分類される亜目。別名馬形亜目、ウマ亜目、ウマ型亜目。
Hooker (2005) によると、この分類群はウマ上科Equoideaのみで構成され、現生するウマ科と化石種からなるパレオテリウム科が含まれる。一方でブロントテリウム上科を本亜目に含める説もある。

## 分類
1937年、古生物学者のホレイス・エルマー・ウッドによりウマ科・パレオテリウム科・ブロントテリウム科・カリコテリウム科を含むグループとして有角亜目とともに提唱された。のちにブロントテリウム科は奇蹄目の基部系統、カリコテリウム科は有角類の類縁とされ、それぞれティタノテリウム形類と鉤足類として区別されるようになった。ただしブロントテリウム類の類縁関係は依然として不明瞭であり、本亜目に含めるかどうかについても諸説がある。
ウマ上科には、以下の現生1科と化石1科（†は絶滅群を示す）が分類される。
- ウマ科 Equidae
- パレオテリウム科 Palaeotheriidae†

## 進化史
ウマ科の動物の進化は、蹄が一つになる、四肢の巨大化、などの点で走るのに適したからだに変化している点と、高歯冠の獲得や、それに合わせた前頭蓋の変化などと歯のすりへりに対抗するための点が上げられる。また、定向進化の好例としてよくあげられる。最古のウマ科の化石は小さな羊ほどの大きさで指趾は前肢には4つ、後肢には3つあった。
漸新世にはメソヒップスなどが完全な3つの指趾になり、中央の指趾は他の左右のそれより大きくなった。また、漸新世には気温の低下が始まり、各地では草原が増え、ウマ科の繁栄と進化を助けた。しかし、草原には隠れる場所がないため、肉食獣に襲われやすくなり、草に含まれる固い石英の微粒子のせいで歯がすり減ってしまうなどの問題があった。そのため中新世のメリキップスに代表される真の草食性を示す高冠歯の獲得と早く走れることを示す尺骨と橈骨、腓骨と脛骨の癒合など適応した進化をした。このように画期的な進化を遂げたメリキップスは小放散した。

## 生態
初期のウマ形亜目のグループはまだ小柄で華奢な体格で、森林でやわらかい木の葉を食べていたと考えている。漸新世になると、草原などの固い地面を早く駆けれるような種が登場していたが、この時にもまだやわらかい木の葉を食べていた。中新世中期に入ると、進化史の項目で述べた通り、草原の植物に対応したため、草原で生息し始め、群れで暮らしていた。